# محمد أباد (كراني)
محمد أباد (بالفارسية: محمدآباد) هي قرية تقع في إيران في قسم کراني الريفي. يقدر عدد سكانها بـ 77 نسمة .